# Amboasary
Amboasary es una división administrativa de la provincia de Toliara en Madagascar. En 2010 se le calcula una población de 39.104 habitantes.